# Colubotelson pedderensis
Colubotelson pedderensis is een pissebeddensoort uit de familie van de Phreatoicidae. De wetenschappelijke naam van de soort is voor het eerst geldig gepubliceerd in 2012 door Wilson.